# 大洋堆遺址
大洋堆遺址位於四川省西昌市經久鄉，文物遺址年代判定為周至战国。1996年9月16日公佈為四川省第四批省級文物保護單位。2006年5月25日列為第六批全國重點文物保護單位。
大洋堆遗址所在的位置是西昌市经久乡西南侧的安宁河谷台地，位于京昆高速东侧、经久乡以南，又名“大羊堆”，遗址总面积9600平方米。